# ジョン・オースティン (法哲学者)

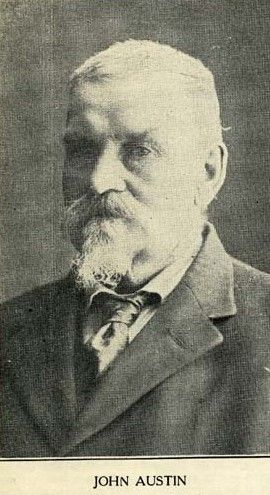
ジョン・オースティン

ジョン・オースティン（John Austin, 1790年3月3日 - 1859年12月1日）はイギリスの法哲学者である。

## 経歴
シチリア島及びマルタ島で軍役についたあと、法律の勉強に励んだ。1818年に英国弁護士会のメンバーとなったが、後に弁護士としての活動を辞め、法を科学的な手法に基づいて研究することに励み、1826年から1832年にかけてロンドン大学の法学教授となった。王立委員会のメンバーとなる。
著作、特にThe Province of Jurisprudence Determined(1832年)とLectures on Jurisprudenceは英国の法哲学分野に大きな影響を与えている。

## 法実証主義
オースティンの法哲学の基礎理論は以下の三点である。
- 法とは、何者からも独立した支配者、つまり主権者の命じる命令である。
- 法において、命令と罰則は表裏一体である。
- 主権者は、常に支配する側である。

彼は法実証主義の創始者として知られている。彼は道徳と法を明確に区別しようとした。
ジェレミー・ベンサムの功利主義に大きく影響を受けている。オースティンは実証主義の手法を法哲学に持ち込んだ。つまり彼は法を主権者からの命令として認識し、その命令には罰則が付随すると考えた。彼は主権者の定義の中で、常に社会が主権者に服従するものと考えた（主権者命令説）。この理論は主権についての問題を多く提起した。例えば、複数名の議員からなる議会制は、主権の独立性を失わせる可能性がある。
彼の理論はまた、憲法、国際法、罰則のない法、あるいは権利を付与する法についての説明を欠いている。罰則がない、あるいは誰かに何かを許す法―例えば契約法であるとかについては、彼はルールに付随した事項の不履行によって、実際に罰則が与えられるのだとしたが、そのような罰則は、実際は「契約の無効」である。この理論によって彼は法を、第一に誰かを支配する権力である、と定義した。この定義は20世紀の法哲学者H.L.A.ハートによって、要求を暴力によって満たす西部劇のガンマンのようだ、と批判された。

## 後世への影響
オースティンは20世紀の思想家たちに多くの影響を与えた。法実証主義はナチス・ドイツを生んだという誤解に対し、法実証主義を徹底し純粋法学を創始したハンス・ケルゼンや、法と道徳の関係を分析し、20世紀のアメリカの法哲学に多大な影響を与えたH.L.A.ハートらが、彼を擁護した。